# Museo del Interior
El museo del Interior es un museo gestionado por el Departamento del Interior de los Estados Unidos y se encuentra alojado en el primer piso de la sede principal, en Washington D. C.
Inaugurado en 1938, las exposiciones permanentes del museo se dividen en galerías que se centran en el trabajo de las agencias del departamento, incluyendo el Servicio de Parques Nacionales, la Oficina de Asuntos Indígenas de la Oficina de Administración de Tierras, el Servicio de Vida Silvestre, entre otros.
Una característica especial son los dioramas que muestran el trabajo de estos organismos, tales como explosiones en Minas de Carbón y el invierno de los Parques Nacionales. Un diorama representa una vista aérea de la planta del centro de Washington D. C. desde 1939.
Otras exhibiciones incluyen minerales y especímenes fósiles de tierras federales. Debido a la ubicación del museo, todos los visitantes deben presentar una identificación con foto para entrar. Además de desarrollar exposiciones y programas públicos, el personal del museo del Interior también realiza visitas guiadas que destacan los elementos que hicieron del edificio Stewart Lee Udall del Departamento del Interior un símbolo de un nuevo día durante la Gran Depresión. El edificio de la sede contiene más murales de la era del New Deal que cualquier otro edificio gubernamental, con obras de artistas como John Steuart Curry, Maynard Dixon, William Gropper, Allan Houser, Velino Herrera y Millard Sheets, además de una serie de fotomurales de Ansel Adams.